# توني فاليري
توني فاليري هو سياسي كندي، ولد في 11 أغسطس 1957 في هاميلتون في كندا. نشط حزبياً في الحزب الليبرالي الكندي.

## مناصب
- انتخب Government House Leader [الإنجليزية]‏ (20 يوليو 2004 – 23 يناير 2006).
- انتخب عضو مجلس العموم الكندي عن دائرة Hamilton East—Stoney Creek (federal electoral district) [الإنجليزية]‏ وقد انضم خلال فترته النيابية [الإنجليزية]‏ للكتلة البرلمانية الحزب الليبرالي الكندي.
- انتخب عضو مجلس العموم الكندي عن دائرة Stoney Creek (electoral district) [الإنجليزية]‏ وقد انضم خلال فترته النيابية [الإنجليزية]‏ للكتلة البرلمانية الحزب الليبرالي الكندي.
- انتخب عضو مجلس العموم الكندي عن دائرة Stoney Creek (electoral district) [الإنجليزية]‏ وقد انضم خلال فترته النيابية [الإنجليزية]‏ للكتلة البرلمانية الحزب الليبرالي الكندي.